# Der Flügel
Der Flügel (німецька вимова: [deːɐ ˈflyːɡl̩], укр. Крило) — колишня ультраправа група у складі партії Альтернатива для Німеччини (Alternative für Deutschland, лідером якої був Б'єрн Гекке і Андреас Кальбітц. Der Flügel вважалося однією з найважливіших груп людей у партії.
У березні 2020 року Der Flügel був класифікований Федеральною службою захисту конституції Німеччини (BfV) як «підтверджена правоекстремістська спроба проти вільного демократичного основного порядку». Відтоді його представники перебували під наглядом спецслужб.
Після того, як федеральна виконавча рада AfD закликала розпустити групу до кінця квітня 2020 року, онлайн-присутність групи було припинено.